# 第25空挺旅団 (ドイツ連邦陸軍)
第25空挺旅団「シュヴァルツヴァルト」（だい25くうていりょだん、ドイツ語：Luftlandebrigade 25 "Schwarzwald"）は、ドイツ連邦陸軍の旅団の一つ。第1空挺師団隷下にあって、旅団司令部をカルフに置き、旅団隷下部隊はシュヴァルツヴァルト一帯に駐屯していた。

## 歴史

### 第1次および第2次編制
1957年5月にエスリンゲンにてA9空挺戦闘群が編成され、1958年9月にジークマリンゲンへ移駐する。1959年に第25降下猟兵旅団に改編され、第1空挺師団隷下におかれる。陸軍第1次編制の配備概念では第25降下猟兵旅団と第26降下猟兵旅団は空間的に近接した配備を意味しており、1961年6月に旅団司令部をカルフに移駐しのちに隷下部隊はシュヴァルツヴァルトのナーゴルトに移駐する。更に第255空挺砲兵大隊が後続し、1959年3月から1961年10月までグローセンクシュティンゲンに駐屯した。その後カルフに移駐し、そして1970年4月に第81山岳砲兵大隊に改編され旅団隷下から外れる。

### 第3次および第4次編制
1971年7月に旅団は第25空挺旅団に改称する。陸軍第2次編制（1959年から1969年）で第256補給大隊が編成され、1971年10月に解隊されカルフにて第250空挺補給中隊に再編成される。更に旅団は1982年4月に平時規定に従い陸軍第4次編制で第250空挺工兵中隊を解隊し、平時では軍団工兵大隊が隷属した。しかし、1982年7月1日に第240軽工兵大隊第3中隊の人員を母体に新第250空挺工兵中隊が再編成されパッサウに駐屯する。しかし、公式部隊編制では平時には第240軽工兵大隊の隷下に残った。1990年3月19日に第250空挺工兵中隊は再び第25旅団隷下におかれる。1993年3月1日には第250空挺工兵中隊はナーゴルトに移駐している。1990年時点（陸軍第4次編制）では旅団隷下部隊は以下のとおりであった。
- 旅団司令部中隊　在カルフ
- 第251降下猟兵大隊　在カルフ
- 第252降下猟兵大隊　在ナーゴルト
- 第253降下猟兵大隊　在ナーゴルト
- 第254降下猟兵大隊　在カルフ（機動予備）
- 第240野戦予備大隊　在カルフ
- 第250空挺迫撃砲中隊　在ナーゴルト
- 第250空挺衛生中隊　在カルフ
- 第250空挺補給中隊　在カルフ
- 第250空挺工兵中隊　在パッサウ（1993年3月にナーゴルトへ移駐）

1989年8月24日に陸軍総監ヘニンク・フォン・オンドラツァ陸軍中将によって愛称「シュヴァルツヴァルト」を授与される。

### 第5次編制以降
陸軍第5次編制では第283空挺対戦車防御大隊が旅団隷下におさまる。1996年9月に旅団は解隊される。国外任務では、1991年に「クルド援助作戦」のため軍団隷下部隊の将兵500人がイラクに入国する。1994年に第25空挺旅団はボスニアで実行されたプロバイド・プロミス作戦の人道援助活動を支援するため、アメリカ合衆国空軍が作戦のため利用するライン＝マイン空軍基地（フランクフルト空港の南側）に部隊を展開し、下位部隊として加入した区分人員は実務で作戦を支えた。これら二つの国際的人道活動は旅団史の最後を飾った。

## 歴代旅団長
| 代 | 氏名                                                        | 着任          | 離任          |
| -- | ----------------------------------------------------------- | ------------- | ------------- |
| 1  | ゲルハルト・シルマー陸軍大佐 de:Gerhart Schirmer            | 1957年5月     | 1962年12月    |
| 2  | ハンス＝ゴットハルト・ペストク陸軍大佐 Hans-Gotthard Pestke | 1962年12月    | 1965年4月     |
| 3  | ハンス・テウゼン陸軍大佐 Hans Teusen                        | 1965年4月日   | 1969年9月     |
| 4  | ハンス・ドゥイカーズ陸軍大佐 Hans Duijkers                  | 1969年9月     | 1969年12月    |
| 5  | ハンス・シュピーゲル陸軍准将 Hans Spiegel                   | 1969年12月    | 1972年10月1日 |
| 6  | ゲルハルト・デッケルト陸軍大佐 Gerhard Deckert              | 1972年10月1日 | 1975年9月     |
| 7  | ハロ・ティーチン陸軍大佐 Harro Tiedgen                      | 1975年10月1日 | 1977年10月1日 |
| 8  | ヴォルフガンク・オデンダール陸軍大佐 Wolfgang Odendahl      | 1977年10月1日 | 1979年10月1日 |
| 9  | オットー・ビーマン陸軍准将 Otto Biemann                     | 1979年10月1日 | 1984年10月1日 |
| 10 | ゴッタルド・シェル陸軍准将 Godehard Schell                  | 1984年10月1日 | 1990年9月     |
| 11 | アレクサンダー・ベアゲンタール陸軍准将 Alexander Bergenthal | 1990年9月     | 1992年8月     |
| 12 | マンフレート・ライニック陸軍大佐 Manfred Reinig             | 1992年8月     | 1993年2月     |
| 13 | フレッド・シュルツ陸軍准将 de:Fred Schulz (General)         | 1993年2月     | 1996年9月     |